# Henk Alkema
Henk Alkema (* 20. November 1944 in Harlingen, Niederlande; † 4. August 2011 in Utrecht) war ein niederländischer Komponist.

## Leben und Wirken
Alkema absolvierte sein Studium am Königlichen Konservatorium in Den Haag bei Léon Orthel und ab 1976 Dirigieren bei Willem Frederik Bon und danach bei Zolt Deaky und Huub Kerstens. 
Während seines Studiums war er als Jazzpianist und Improvisator aktiv. Zahlreiche Rundfunkaufnahmen tragen seinen Namen mit selbst zusammengestellten Besetzungen und auch mit bekannten Orchestern. Er war Mitbegründer der Theatergruppe Honelulu. 1978 wurde er Dozent an der Muziek Pedagogischen Academie in Leeuwarden und ab 1983 Dozent am Konservatorium Utrecht. Später wurde er Koordinator Leichte Musik und von 1994 bis 1996 Direktor. Er war visiting artist am Berklee College of Music in Boston, Vereinigte Staaten und an der School of Fine Arts der Universität von Montana.

## Werke

### Werke für Orchester
- 1978 Intrada
- 1982 De zee (De sé) für 3-stimmigen gemischten Chor (SABar) und Orchester Text: Hessel van der Wal (Friesischer Text)
- 1987 Vijf schetsen für variables Ensemble 
  1. Het klussen
  2. De wandeling
  3. Het nadenken
  4. Fanfare
  5. Slotlied
- 1992 Sweet pain für 8 Violoncelli

### Werke für Blasorchester
- 1979 Koper en slagwerk (Brass and percussion) für 2 Trompeten, 2 Hörner, 2 Posaunen, Tuba und 8 Schlagzeuger
- 1982 Openen en sluiten für 2 Flöten, 2 Oboen, 2 Klarinetten (2. auch Bass-Klarinette), 2 Hörner und 2 Fagotte
- 1991 La bête
- 1996 Fin de siècle
- 1997 The monks für Symphonisches Blasorchester
- 1999 Mater dolorosa für Saxophon-Quartett und Blasorchester
- 2000 Songs of praise and pain (DOEFF) für Fanfare-Orchester
- 2002 Das Harmonie Orchester stellt sich vor für Sprecher und Blasorchester
  1. Ouverture/Introductie (Rondo)
  2. Introductie tot de houtblazers
  3. Intermezzo
  4. Introductie tot de koperblazers
  5. Introductie tot de melodische percussie-Introductie tot de ritmische percussie
  6. Finale
- 2004 Black heat

### Bühnenwerke
- 1990/1991 Rixt eine Friesische Oper in 2 Akten für Soli (3 Sopran, Mezzosopran, Alt, 2 Tenöre, 2 Bariton) gemischten Chor (SATB), Orchester und Bühnenorchester (Violine, Klarinette, Akkordeon)
- 2004 Bonifatius Oper für 6 Vokalisten, Chor und Orchester Libretto: Peter te Nuyl

### Vokalmusik
- 1975 Ten Zen songs für Mezzosopran (oder Bariton) und Klavier
  1. The search for the bull
  2. Discovering the footprints
  3. Perceiving the bull
  4. Catching the bull
  5. Taming the bull
  6. Riding the bull home
  7. The bull transcended
  8. Both bull and self transcended
  9. Reaching the source
  10. In the world